# Hypnotic Brass Ensemble
Hypnotic Brass Ensemble er et amerikansk, street ensemble fra Chicago med ni medlemmer, hvor af otte af dem er sønner af jazzmusikeren Phil Cohran. Ensemblet består af otte messingblæsere og en tromme. 
De har medvirket på Gorillaz' Plastic Beach album.

## Medlemmer
- Gabriel Hubert ("Hudah") – trompet
- Saiph Graves ("Cid") – basun
- Tycho Cohran ("LT") – sousafon
- Amal Baji Hubert ("Baji" eller "June Body") – trompet
- Jafar Baji Graves ("Yosh") – trompet
- Seba Graves ("Clef") – basun
- Tarik Graves ("Smoov") – trompet
- Christopher Anderson ("360") – trommesæt
- Uttama Hubert ("Rocco") – baritone